# Янко Сакъзов (булевард в София)
„Янко Сакъзов“ е основен, централен булевард в София. Носи името на българския политик и социалист Янко Сакъзов.
Разположен е между бул. „Васил Левски“ при Паметника на Васил Левски (западно откъдето продължава ул. „Московска“) и бул. „Христо и Евлоги Георгиеви“ (източно откъдето продължава бул. „Мадрид“). Пресича се с ул. „Кракра“, ул. „Сан Стефано“, ул. „Васил Априлов“ и ул. „Проф. Асен Златаров“.
През годините булевардът носи различни имена:
- 1907 г. – заедно с днешната ул. „Московска“ се казва ул. „Регентска“ [1]
- 1908 г. – двете се преименуват на ул. „Московска“ [2]
- 1917 г. – заедно с днешния бул. „Мадрид“ се казва ул. „Царица Елеонора“ (в чест на българската царица) [3]
- 1946 г. – само днешният „Янко Сакъзов“ отново се казва ул. „Регентска“. [4]

По време на социализма –
- През 1950-те, днешният бул. „Янко Сакъзов“ се казва бул. „Генерал Владимир Заимов“, а днешният бул. „Мадрид“ се казва бул. „Янко Сакъзов“. [5]
- През 1970-те, днешните „Янко Сакъзов“ и „Мадрид“ вече заедно се казват „бул. Вл. Заимов“. [6][7]

## Обекти
На булеварда или в района около него са разположени следните обекти:
- Посолство на Словакия
- Национален център по заразни и паразитни болести
- Посолство на Нидерландия
- 5-о РПУ
- Парк „Заимов“
- Театър „София“